# Bergliot Kvarnare
Bergliot Kvarnare, född 30 juni 1943 i Botkyrka, är en svensk bildkonstnär och textilkonstnär. Kvarnare studerade vid Konstfackskolans textillinje 1961–1966.  
Separat har hon ställt ut på bland annat Galleri Greven i Stockholm, Konstnärshuset i Stockholm och på Rådhuset i Södertälje. Hon har medverkat i ett stort antal samlingsutställningar bland annat med Konstfrämjandet i Stockholm, Liljevalchs vårsalonger och på flera grupputställningar på olika gallerier i Stockholm. 
Bland hennes offentliga arbeten märks utsmyckningar för Biblioteket Storvreten i Tumba, Bilder för T-banan i Stockholm, Barnstugan Karlavagnen i Tullinge, Sabbatsbergs sjukhus i Stockholm, Danderyds sjukhus i Stockholm, Södersjukhuset i Stockholm, Parkhemsskolan i Tullinge, Tallhöjdens sjukhem i Södertälje, Orrenäs servicehus i Tumba, Kultur på räls i Stockholm och Sjödalsgymnasiet i Huddinge.  
Hon har tilldelades arbetsstipendium från Konstnärsnämnden 1979 och 1980, Botkyrka kulturstipendium 1991 och Liljevalchs stipendium 1994. Hennes bildkonst består av naturupplevelser i stora format. Kvarnare är representerad vid Statens konstråd, Södertälje kommun, Folkparkernas riksförbund, Bygdegårdarnas riksförbund och vid ett flertal landsting och företag i Sverige. 

## Separata Utställningar
2019 Oskarshamns Konsthall
2018 Friytan, Virserums Konsthall
2016 Eksjö Museum
2013 Södra Ölands Konstförening, Mörbylånga Konsthall
2011-2005 Galleri Odvalds, Linde, Gotland
2010 Fullersta Gård,Huddinge
2008 Fållnäs Konsthall, Sorunda
2006 Galleri Lucidor, Stockholm
2005 Ekebyhovs Slott, Ekerö
2003-1999-1975 Botkyrka Konsthall, Tumba
2002 Rådhuset, Södertälje Konstförening, Södertälje
1997, 1992 Konstnärshuset Stora galleriet, Stockholm
1993 Galleri Kusten, Göteborg
1993 Galleri Engelbrekt, Örebro
1991 Saltskog Gård, Södertälje
1990 Klockhuset Hågelby gård, Tumba
1982 Galleri Kvarnen Lummelundsbruk, Gotland
1979 Galleri Greven, Stockholm